# Jardín botánico de Vallarta
Los Jardines Botánicos de Vallarta, es un jardín botánico de 26 hectáreas de extensión que está administrado por la Asociación Civil sin Fines de Lucro y apoyado por otra asociación no lucrativa norteamericana llamada Friends of Vallarta Botanical Gardens, A.C. Se encuentra cerca de Puerto Vallarta, Jalisco, México.
Los Jardines Botánicos de Vallarta es miembro del Botanic Gardens Conservation International, Asociación Mexicana de Orquideología, la American Public Gardens Association y la Asociación Mexicana de Jardines Botánicos.
Tiene varios senderos de paseo tanto a través del bosque preservado silvestre como por los propios jardines de exhibición.
Los visitantes se pueden dar un baño en el río Horcones, un río tropical que bordea la propiedad. Las horas más propicias para observar las aves silvestres de la zona son las primeras horas de la mañana o las últimas de la tarde.

## Localización

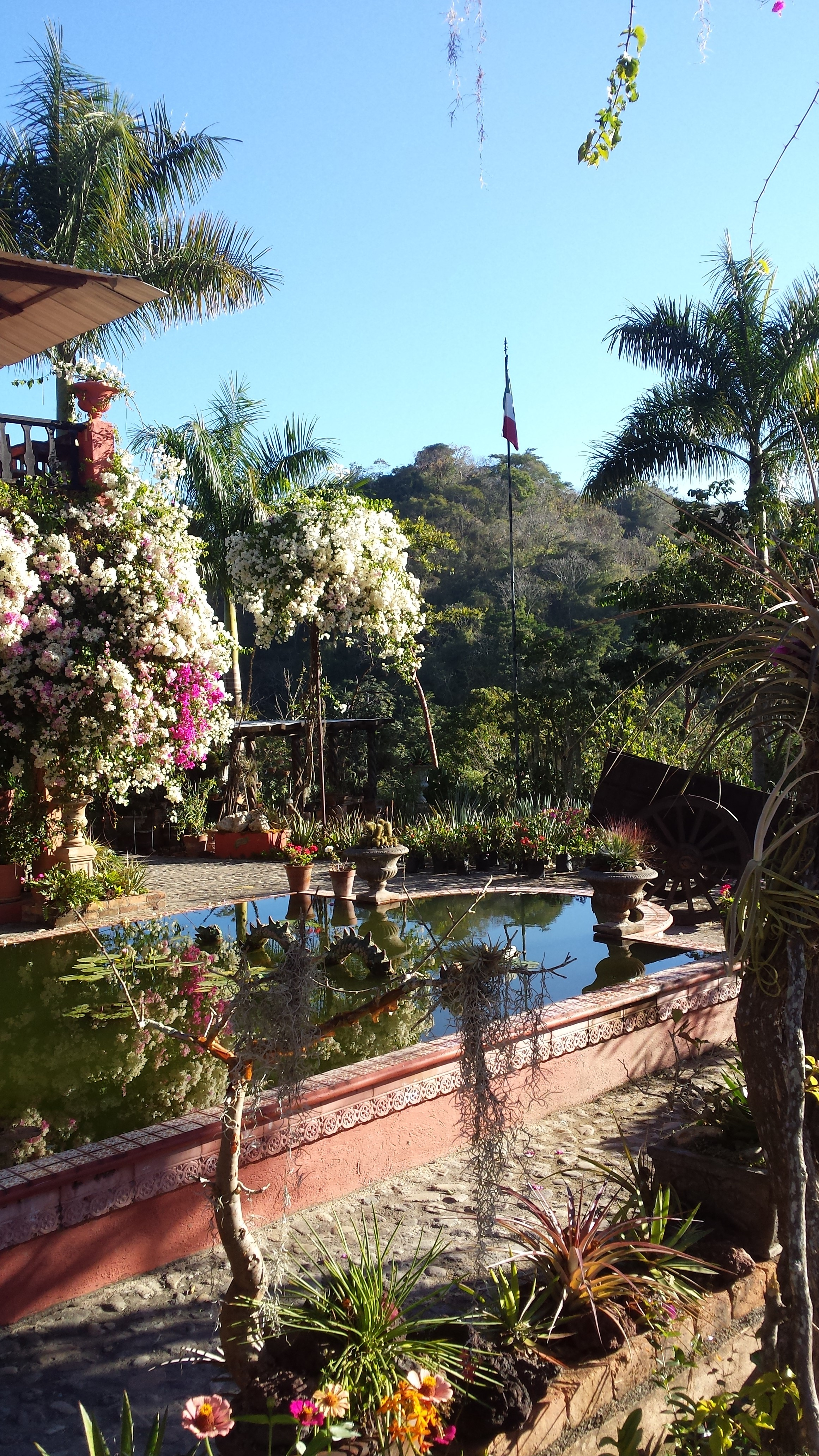
Estanque en el jardín botánico de Vallarta.

Se ubica a 400 m s. n. m. a (en las afueras de Puerto Vallarta), en la carretera federal 200 que une Puerto Vallarta con Mismaloya.

## Historia
Fue fundado en 2004 y abierto al público en 2005. Fue creado con el objetivo de exhibir y conservar plantas raras de México y del mundo en general, así como la biodiversidad vegetal nativa de la región en especial.

## Colecciones
Las colecciones exhiben plantas del bioma bosque tropical seco, en la que se encuentran los jardines, así como especies exóticas de todo el mundo.
La conservación y propagación de orquídeas es uno de los enfoques más importantes de la misión del Jardín. Estas se pueden encontrar en los árboles por todo el recinto y en la «Casa Holstein de las Orquídeas y la Vainilla».
Otras colecciones notables incluyen robles, bromelias, agaves y palmas silvestres. Los Jardines Botánicos de Vallarta participa activamente en la educación pública ambiental a través de visitas y clases.

## Eventos en Los Jardines Botánicos de Vallarta
- Festival de las Flores y del Jardín (última semana de febrero) - Una semana de visitas, clases y talleres en los jardines. Decenas de plantas, jardín, flores, vendedores de artesanías y locales cuentan con sus productos y sus conocimientos.
- Día de Muertos - (2 de noviembre) - Un día de honrar a los muertos en la tradición mexicana. Talleres de como hacer los esqueletos, muñecas Catrina y arreglos florales de cempasúchil (Tagetes erecta) son seguidos por fiestas en el jardín de recuerdos y un baile alrededor de una hoguera.